# Luigi Alva
Pour les articles homonymes, voir Alva.
Luigi Alva est un artiste lyrique (ténor) péruvien né le 10 avril 1927 à Paita et mort le 15 mai 2025 à Lima. Il est particulièrement connu pour s'être illustré dans le répertoire bel cantiste italien (Donizetti, Rossini, etc.).

## Biographie
De son vrai nom Luis Ernesto Alva y Talledo, il naît le 10 avril 1927 à Paita dans la province de Paita. Il étudie le chant à Lima avec Rosa Mercedes de Morales, et commence à se produire en concert dès 1949. La même année, il chante dans une zarzuela de Federico Moreno Torroba, Luisa Fernanda. Il fait ses débuts à l'opéra de sa ville natale dans le rôle de Beppe dans Pagliacci de Ruggero Leoncavallo en 1951.
Il se rend ensuite en Italie, pour poursuivre ses études à Milan avec Emilo Ghirardini et Ettore Campogalliani, et y chante pour la première fois au Teatro Nuovo en 1954, dans le rôle d'Alfredo de La traviata de Giuseppe Verdi. L'année suivante, il participe à l'ouverture de la « Piccola Scala » dans le rôle de Paolino dans Il matrimonio segreto de Domenico Cimarosa, et peu après débute à La Scala, en Almaviva dans Il Barbiere di Siviglia de Gioachino Rossini. C'est alors le début d'une brillante carrière internationale.
Il est invité à l'Opéra d'État de Vienne, aux festivals de Salzbourg, Aix-en-Provence, Glyndebourne, Édimbourg, au Royal Opera House de Londres, au Metropolitan Opera de New York, etc., où il brille dans les emplois de ténor léger, notamment chez Mozart, Rossini et Donizetti.
En 1982, il est nommé directeur artistique de la « Fundacion Pro Arte Lirica » à Lima, où il aborde la mise en scène, et cesse progressivement de chanter jusqu'à son retrait définitif en 1989.
Il meurt le 15 mai 2025 à Lima, à l'âge de 98 ans.

## Répertoire
- Domenico Cimarosa :
  - Il matrimonio segreto : Paolino
- Gaetano Donizetti : 
  - Don Pasquale : Ernesto
  - L'elisir d'amore : Nemorino
- Ruggero Leoncavallo :
  - Pagliacci : Beppe
- Federico Moreno Torroba :  Luisa Fernanda
- Wolfgang Amadeus Mozart :
  - Così fan tutte : Ferrando
  - Don Giovanni : don Ottavio
- Gioachino Rossini :
  - Il barbiere di Siviglia : Almaviva
  - La Cenerentola : Ramiro
  - L'italiana in Algeri : Lindoro
- Giuseppe Verdi : 
  - Falstaff : Fenton
  - La traviata : Alfredo

## Discographie
- Donizetti :
  - L'elisir d'amore, avec Rosanna Carteri, Luigi Alva, Rolando Panerai, Giuseppe Taddei, orchestra e coro del Teatro alla Scala, Tullio Serafin (dir.) - Columbia, 1959
- Haendel : 
  - Alcina, avec Joan Sutherland, Teresa Berganza, Graziella Sciutti, Mirella Freni, London Symphony Chorus and Orchestra, Richard Bonynge (dir.) - Decca, 1962
  - Serse, avec Irene Companez, Mirella Freni, Fiorenza Cossotto, Luigi Alva, Rolando Panerai, orchestra e coro del Teatro Piccola Scala di Milano, Piero Bellugi (dir.) - Melodram, 1962
- Haydn :
  - La fedeltà premiata, avec Ileana Cotrubaș, Frederica von Stade, Luigi Alva, chœur de la Radio suisse romande, orchestre de chambre de Lausanne, Antal Doráti – Philips, 1976
  -  L'isola disabitata, avec Linda Zoghby, Renato Bruson, Luigi Alva, chœur de la Radio suisse romande, orchestre de chambre de Lausanne, Antal Doráti – Philips, 1977
  - Il mondo della luna, avec Arleen Augér, Edith Mathis, Frederica von Stade, Lucia Valentini-Terrani, Luigi Alva, chœur de la Radio suisse romande, orchestre de chambre de Lausanne, Antal Doráti – Philips, 1978
- Mozart :
  - Così fan tutte, avec Margaret Price, Yvonne Minton, Lucia Popp, Luigi Alva, Geraint Evans, Hans Sotin, New Philharmonia Orchestra London, Otto Klemperer (dir.) – EMI, 1972
  - Don Giovanni, avec Eberhard Waechter, Joan Sutherland, Elisabeth Schwarzkopf, Luigi Alva, Philharmonia Orchestra and Chorus, Carlo Maria Giulini (dir.) - Columbia, 1960
  - Il re pastore, avec Lucia Popp, Reri Grist, Arlene Saunders, Luigi Alva, Nicola Monti, orchestre de Naples, Denis Vaughan (dir.) – RCA Victor Red Seal, 1967
- Rossini :
  - Il barbiere di Siviglia, avec Maria Callas, Luigi Alva, Tito Gobbi, Nicola Zaccaria, Philharmonia Orchestra and Chorus, Alceo Galliera (dir.) - Columbia, 1958
  - Il barbiere di Siviglia, avec Victoria de los Ángeles, Luigi Alva, Sesto Bruscantini, Glyndebourne Festival Chorus, Royal Philharmonic Orchestra, Vittorio Gui (dir.) - EMI, 1966
  - Il barbiere di Siviglia, avec Teresa Berganza, Hermann Prey, Luigi Alva, Enzo Dara, Paolo Montarsolo, London Symphony Orchestra, Claudio Abbado  – Deutsche Grammophon, 1972
  - La Cenerentola, avec Teresa Berganza, Luigi Alva, Renato Capecchi, Paolo Montarsolo, Scottish Opera Chorus, London Symphony Orchestra, Claudio Abbado (dir.) – Deutsche Grammophon, 1972
  - L'italiana in Algeri, avec Teresa Berganza, Luigi Alva, Fernando Corena, chœur et orchestre du Mai musical florentin, Silvio Varviso (dir.) - Decca, 1964

## Distinctions
- Pérou
  - Amauta de l'ordre des Palmas Magisteriales (es) (1995)
  -  Grand-croix de l'ordre du Soleil (2004)

## Sources
- Alain Pâris (dir.), Le Nouveau Dictionnaire des interprètes, Paris, Laffont, coll. « Bouquins », 2015 (1re éd. 2004), 1366 p. (ISBN 978-2-221-14576-0, OCLC 908685632).